# Configurări sistem
Configurări Sistem (cunoscute ca Preferințe de sistem înainte de MacOS Ventura) este o aplicație inclusă în macOS. Permite utilizatorilor să modifice diferite setări ale sistemului, care sunt împărțite în panouri de preferințe separate. Aplicația Configurări Sistem a fost introdusă în prima versiune de Mac OS X pentru a înlocui panourile de control găsite în versiunile anterioare ale sistemului de operare Mac.

## Istorie

### Panou de control (Mac OS clasic)
Înainte de lansarea Mac OS X în 2001, utilizatorii modificau setările sistemului utilizând panourile de control. Panourile de control, ca și panourile de preferințe găsite în Preferințe de sistem, erau resurse separate (cdevs) care erau accesate prin Panoul de control al meniului Apple.

### Configurări sistem (macOS Ventura)
În macOS Ventura, Preferințele de sistem au fost redenumite Configurări sistem. În plus față de o nouă bară laterală care conține toate panourile de preferințe pe o bară laterală din stânga ferestrei, iar cele mai multe pictograme sunt pătrate, minimaliste și mai mici, în loc de panourile de preferințe mari, mai detaliate și variate inițiale care au fost utilizate anterior. versiuni. Acest design arată oarecum similar cu cel al Setărilor Windows 11 (care a adăugat și o bară laterală de navigare persistentă.) și cu versiunea iPadOS a aplicației Setări. Dacă AirPod-urile sunt conectate, va apărea un meniu pentru AirPod-uri în partea de sus a Configurărilor de sistem.